# Kasper Såby
Kasper Jensen Såby (* 4. února 1974) je bývalý dánský fotbalový útočník.
V České republice byl psán jako Kasper Saaby.

## Hráčská kariéra
V české lize hrál za Slováckou Slavii Uherské Hradiště. Na podzim 1995 nastoupil v 6 ligových utkáních a dal 2 góly, když v Uherském Hradišti hostoval z menšího kodaňského klubu Dragør BK. Později nastupoval i za Vanløse IF či Boldklubben 1908. V závěru kariéry hrál v soutěži veteránů za Skovshoved IF.

### Ligová bilance
| Ročník                          | Zápasy | Góly | Minuty | Klub                                     |
| ------------------------------- | ------ | ---- | ------ | ---------------------------------------- |
| 1. česká fotbalová liga 1995/96 | 6      | 2    | 243    | FC JOKO Slovácká Slavia Uherské Hradiště |
| CELKEM 1. česká liga            | 6      | 2    | 243    |                                          |

## Trenérská kariéra
V sezoně 2007/08 byl asistentem trenéra Jespera Heydeho u kodaňského týmu Boldklubben 1908, ve kterém dříve také hrál.

## Podnikání
Společně s manželkou Michaela Laudrupa působí v představenstvu firmy SNE & SNÖ Skirejser A/S.